# Maro saaristoi
Maro saaristoi is een spinnensoort in de taxonomische indeling van de hangmatspinnen (Linyphiidae).
Het dier behoort tot het geslacht Maro. De wetenschappelijke naam van de soort werd voor het eerst geldig gepubliceerd in 1980 door Kirill Yuryevich Eskov.